# Svatove (huyện)
Huyện Svatove (tiếng Ukraina: Сватівський район, chuyển tự: Svatoves'kyi raion) là một huyện của tỉnh Luhansk thuộc Ukraina. Huyện Svatove có diện tích 1739 kilômét vuông, dân số theo điều tra dân số ngày 5 tháng 12 năm 2001 là 43069 người với mật độ 25 người/km2. Trung tâm huyện nằm ở Svatove.